# Oaxaca (État)
Pour les articles homonymes, voir Oaxaca.
Le Oaxaca (prononcé en espagnol : /waˈxaka/), officiellement l'État libre et souverain de Oaxaca (Estado Libre y Soberano de Oaxaca /esˈtado ˈliβɾe i soβeˈɾano de waˈxaka/), est un des États du Mexique, situé dans le sud du pays, plus précisément au sud-ouest de l'isthme de Tehuantepec, dans les montagnes et vallées de la Sierra Madre del Sur et Sierra Madre orientale. Il tire son nom de sa capitale et ville principale : Oaxaca de Juárez. Il est entouré par l'État de Guerrero à l'ouest, par l'État de Puebla au nord-ouest, l'État de Veracruz au nord et le Chiapas à l'est. Sa frontière sud donne sur l'Océan Pacifique. L'État de Oaxaca occupe une superficie de 95 364 km2 et constitue le cinquième plus grand État du pays.

## Toponymie

### Étymologie
Le nom de Oaxaca vient du toponyme nahuatl « Huaxyacac », qui signifie « au nez (à la pointe) du faux mimosa » ; il est une traduction directe des toponymes utilisés par les Mixtèques et Zapotèques, qui l'appelaient respectivement « Ñuhundua » et « Luhulaa ». Ce toponyme a été utilisé au moins à partir du milieu du XVe siècle, lorsque les Mexicas, qui parlaient nahuatl, y établirent une garnison de ce nom, après avoir soumis les autochtones.

### Prononciation
Le nom de l’État de Oaxaca se prononce « ouaraca ».

## Histoire
Pendant les trois millénaires précédant l'arrivée des Aztèques (1436), les peuples les plus puissants et influents étaient les Zapotèques, Mixtèques et Mixes. On retrouve d'importantes traces archéologiques à Monte Albán (le site le plus fascinant de l'État), Mitla, Cerro de Minas, Guiegola, Huijatzoo, etc. Les rapports de forces changèrent lorsque les Aztèques s'installèrent autour du Cerro del Fortín ; leur temple était situé à l'actuel emplacement de l'église Camen Alto. Le nom de Oaxaca (prononcer oua rha ca) provient du nahuatl, le nom de huaxyácac ou lieu près des acacias fut donné à la principale vallée entourant la capitale, car de nombreux arbres huaje (type d'acacias) y poussaient. Comme les Européens trouvaient ce mot difficile à prononcer, le nom se transforma en Oaxaca, tant pour l'État que pour la ville.
Les Européens s'installèrent en 1521, à Segura Frontera qui deviendra plus tard Nueva Antequera. En 1532, Charles Quint signera un décret changeant le nom de Nueva Antequera en Antequera de Guaxaca et lui donnant le statut de ville royale.[réf. souhaitée]
La capitale fut rebaptisée Oaxaca de Juárez en l'honneur de Benito Juárez, originaire de cet État.[réf. souhaitée]

## Culture

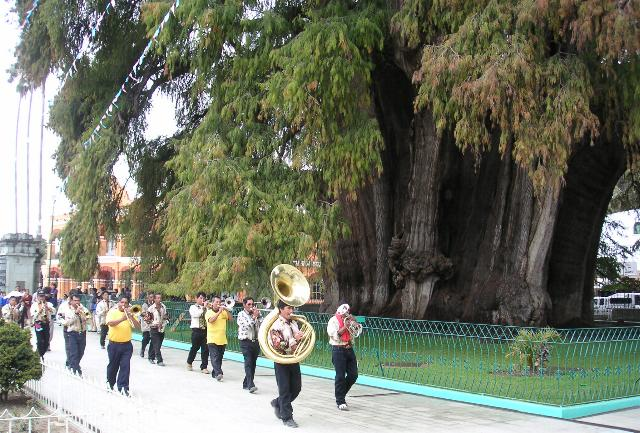
Arbre de Tule Santa María del Tule Oaxaca, Oaxaca de Juárez, Mexico.

### Tourisme et industrialisation

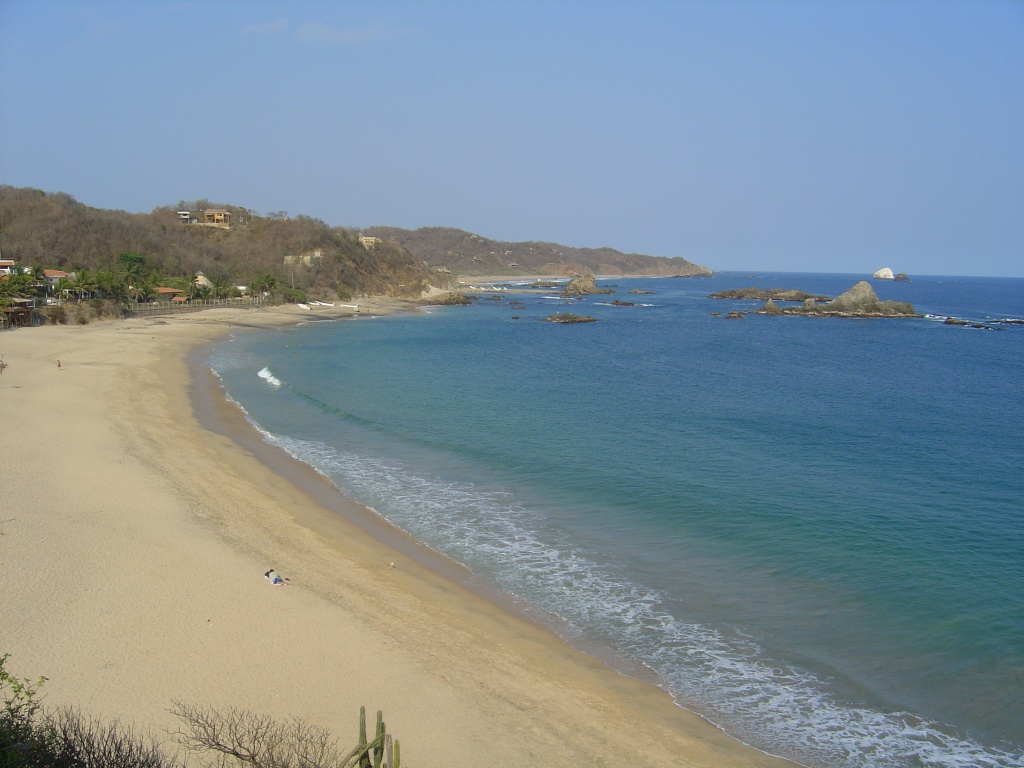
Plage de Mazunte, Oaxaca, Mexico.

Dès la fin de la Seconde Guerre mondiale, la ville s'ouvre au tourisme et à l'industrialisation, cette région s'est alors modernisée rapidement et gardant que peu de son mode de vie de ses traditions ancestrales et son artisanat dont actuellement des copies sont fabriquées à grande échelle en Chine et vendues sur les marchés aux touristes. La population de l'État compte environ 32 % d'indigènes répartis en seize ethnies.[réf. nécessaire]

### Architecture et patrimoine
- Dainzú (site archéologique)
- Monte Albán (site archéologique)

### Musique de l'isthme de Tehuantepec (Oaxaca)
Dans les terres chaudes et sèches de la partie sud de l'isthme de Tehuantepec, correspondant à l'état d'Oaxaca, diverses traditions musicales ont été développées par différents groupes ethniques. Le groupe majoritaire, les Zapotèques de l'Isthme, peuple les localités les plus importantes : Juchitán, Tehuantepec et Ixtepec. Les Mixes, originaires du massif du Cempoaltepetl, qui ont colonisé les basses terres au nord du territoire zapotèque ; les Chontals, qui occupent la côte et l'intérieur à l'ouest de Tehuantepec, et les Zoques, dont le contingent principal est situé dans l'état du Chiapas, et qui pénètrent l'isthme au nord-ouest de Juchitán. Ces groupes, à force de contacts prolongés dans un milieu similaire, ont développé des éléments communs dans leur culture et en son sein dans la musique ; cependant, ils ont conservé leurs propres caractéristiques distinctives, ce qui fait de l'isthme une région complexe mais unitaire. La différenciation est due, en grande partie, à la profonde fierté ethnique de ces groupes, en particulier les Zapotèques, qui voient leur langue et leur tradition historique comme un objet d'auto-identification. Les Huave sont des pêcheur et leur musique est exécutée par des instruments de musique comme des carapaces de tortues, cloches à vache, etc.

### Événements culturels et festivals
La Guelaguetza (es)

### Personnalités liées
- Carmen Tórtola Valencia (1882-1955), danseuse, comédienne et chorégraphe espagnole, a grandi dans l'État d'Oaxaca[6].

## Géographie

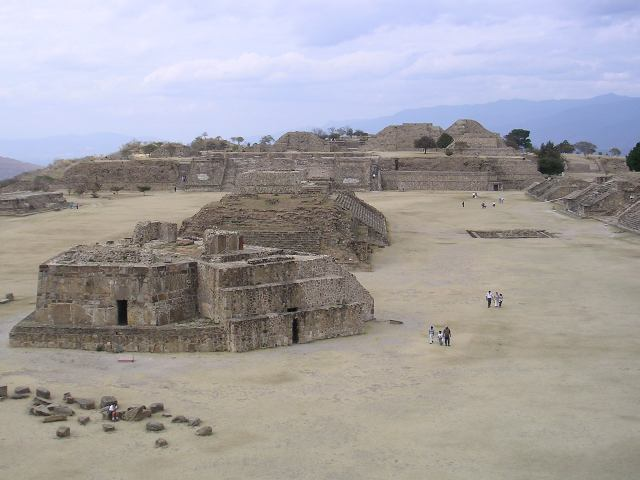
Monte Albán.

### Climat
À Oaxaca d'énormes chaînes de montagnes font obstacle aux vents venant du golfe du Mexique à l'Est et de l'océan Pacifique à l'Ouest.
L'État de Oaxaca présente une grande variété de climats sur son territoire il y a des climats chauds, semi-chauds, semi-froids, semi-secs et tempérés.
Les climats chauds couvrent un peu plus de 50 % de la superficie totale de l'État, ils se produisent surtout dans les zones de basse altitude (du niveau de la mer à 1 000 m.), Ils sont caractérisés par des températures moyennes annuelles allant de 22 °C à 28 °C et la température moyenne du mois le plus froid est de 18 °C voire parfois plus.
Environ 20 % de l'État est sous l'influence des climats semi-chauds, avec une moyenne annuelle de 18 °C à 22 °C, ou plus de 18 °C, et couvrent des domaines dont l'altitude varie de 1 000 à 2 000 m.
Tempérés, les climats sub-humides avec des pluies abondantes l'été dans une zone plus petite, couvrant environ 19 % de la superficie de l'État; Ils se manifestent dans le pays à une altitude d'environ 2 000-3 000 m est situé vers le centre et le nord, mais aussi vers le sud sur la côte. Le 3 janvier 2007, une chute de neige inhabituelle a été enregistré dans la Sierra Juárez de Oaxaca affectant huit municipalités, ce phénomène météo pourrait être dû au changement climatique.
Dans les régions du centre-sud et du nord-nord-ouest, on retrouvera des climats semi-arides, qui représentent près de 10 % du territoire de l'État, et ils sont immergés dans le climat des zones sèches qui ne couvrent pas tout à fait le 1 % de l'État.

### Flore et faune

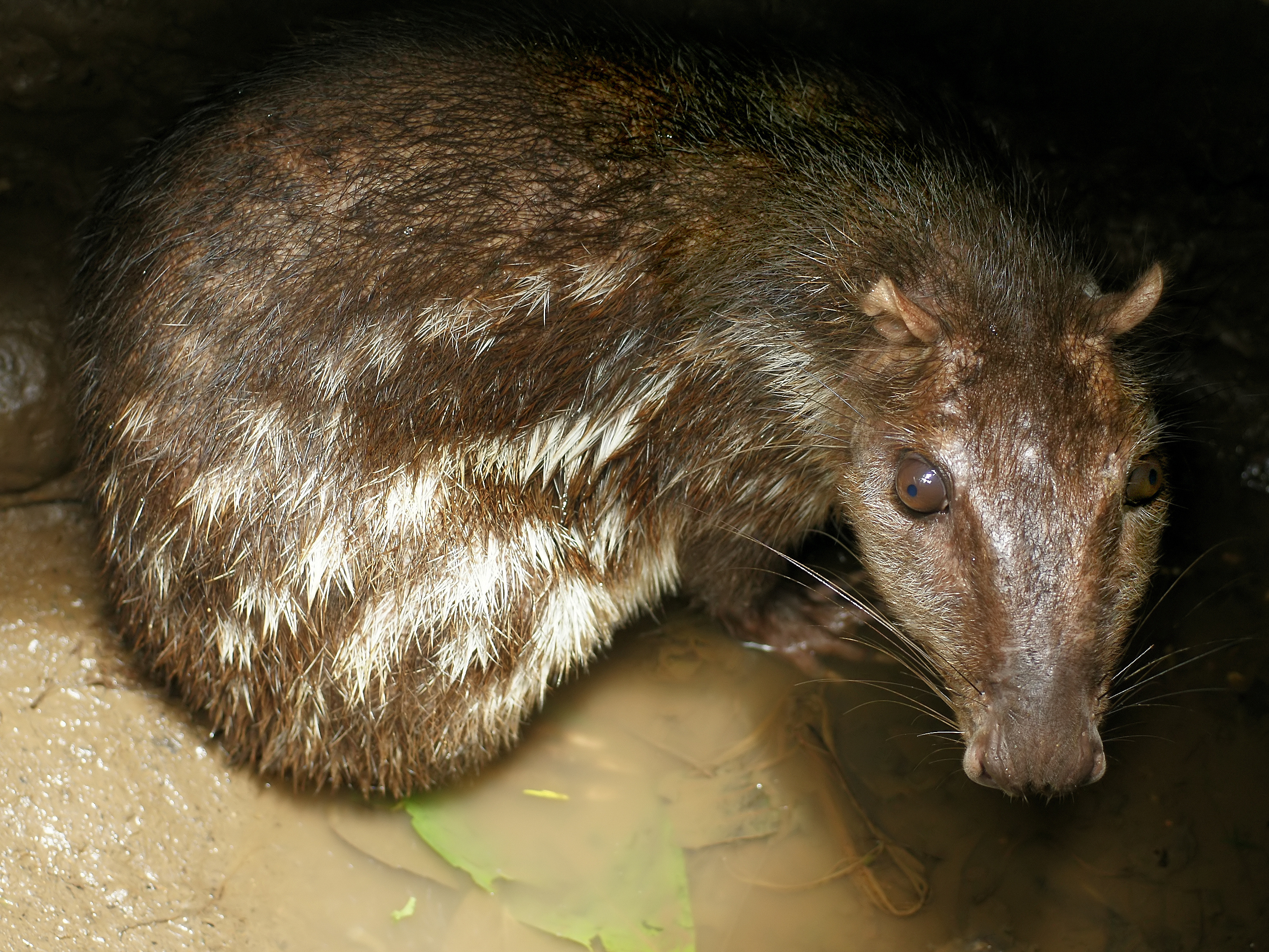
Cuniculus paca.
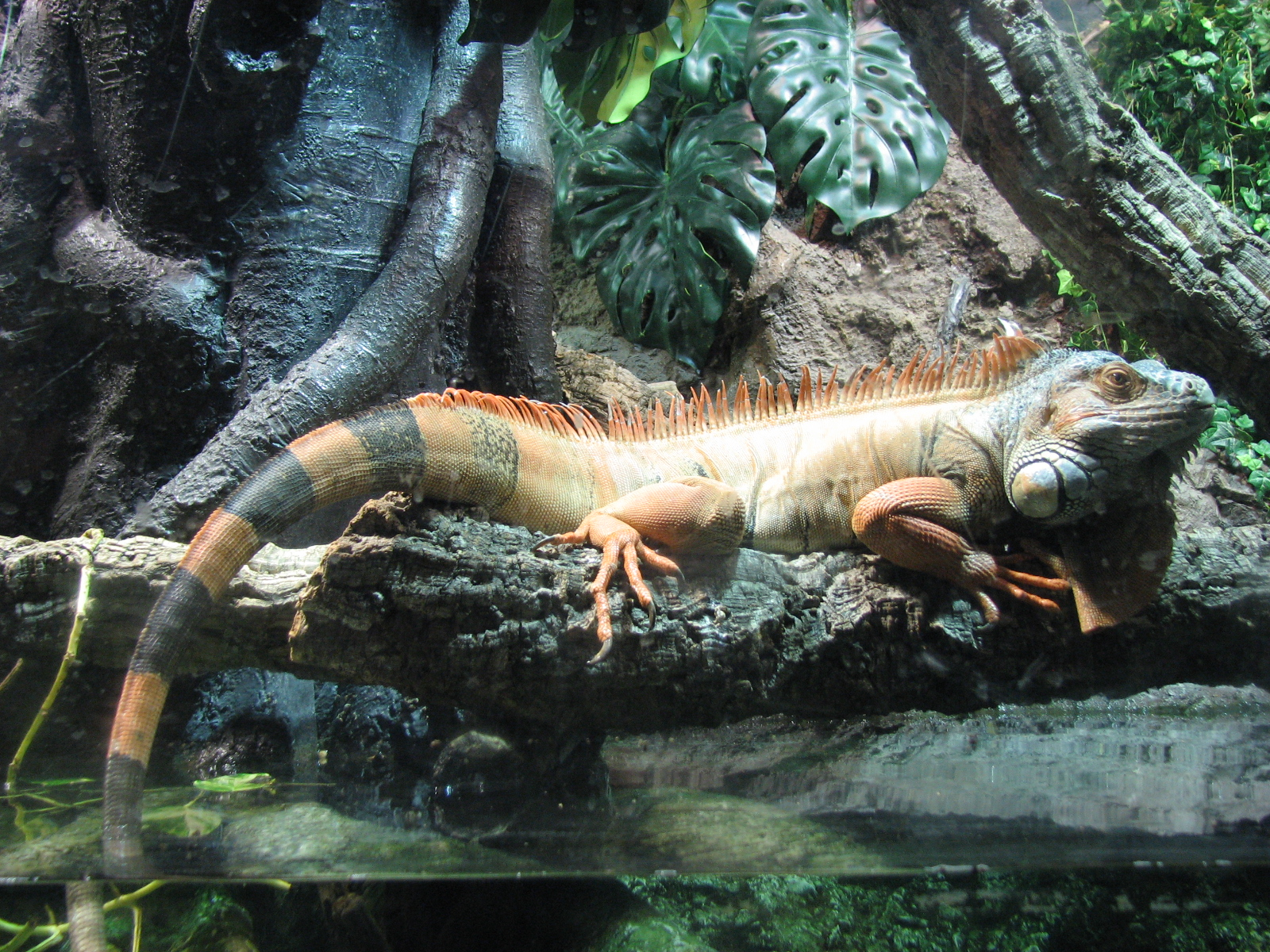
Iguana.
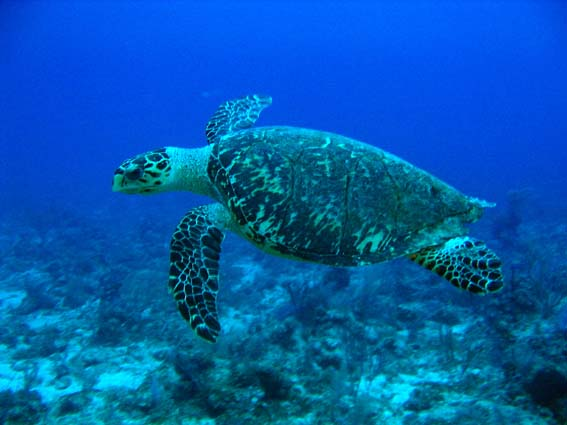
Tortue imbriquée.
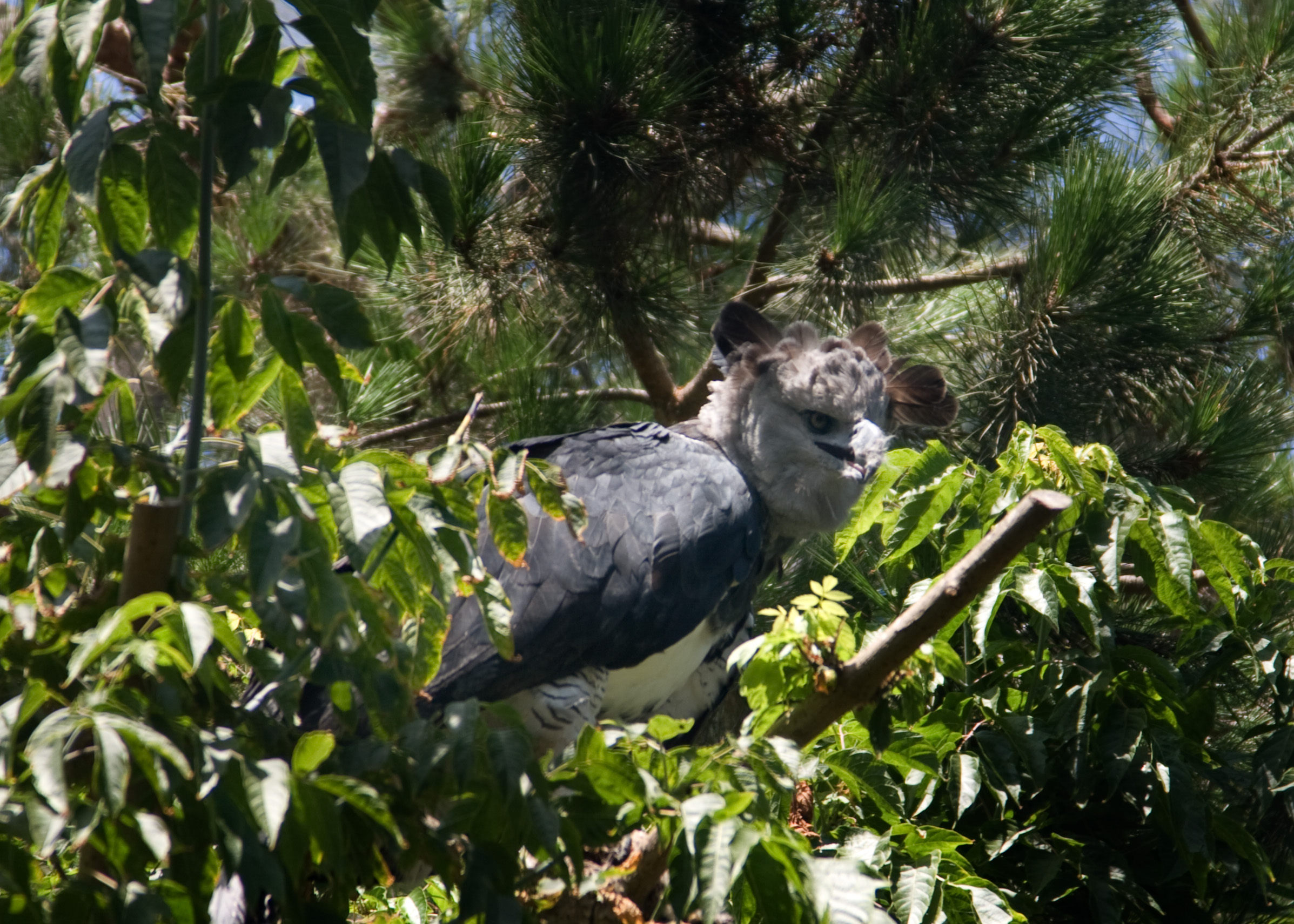
Harpie féroce.
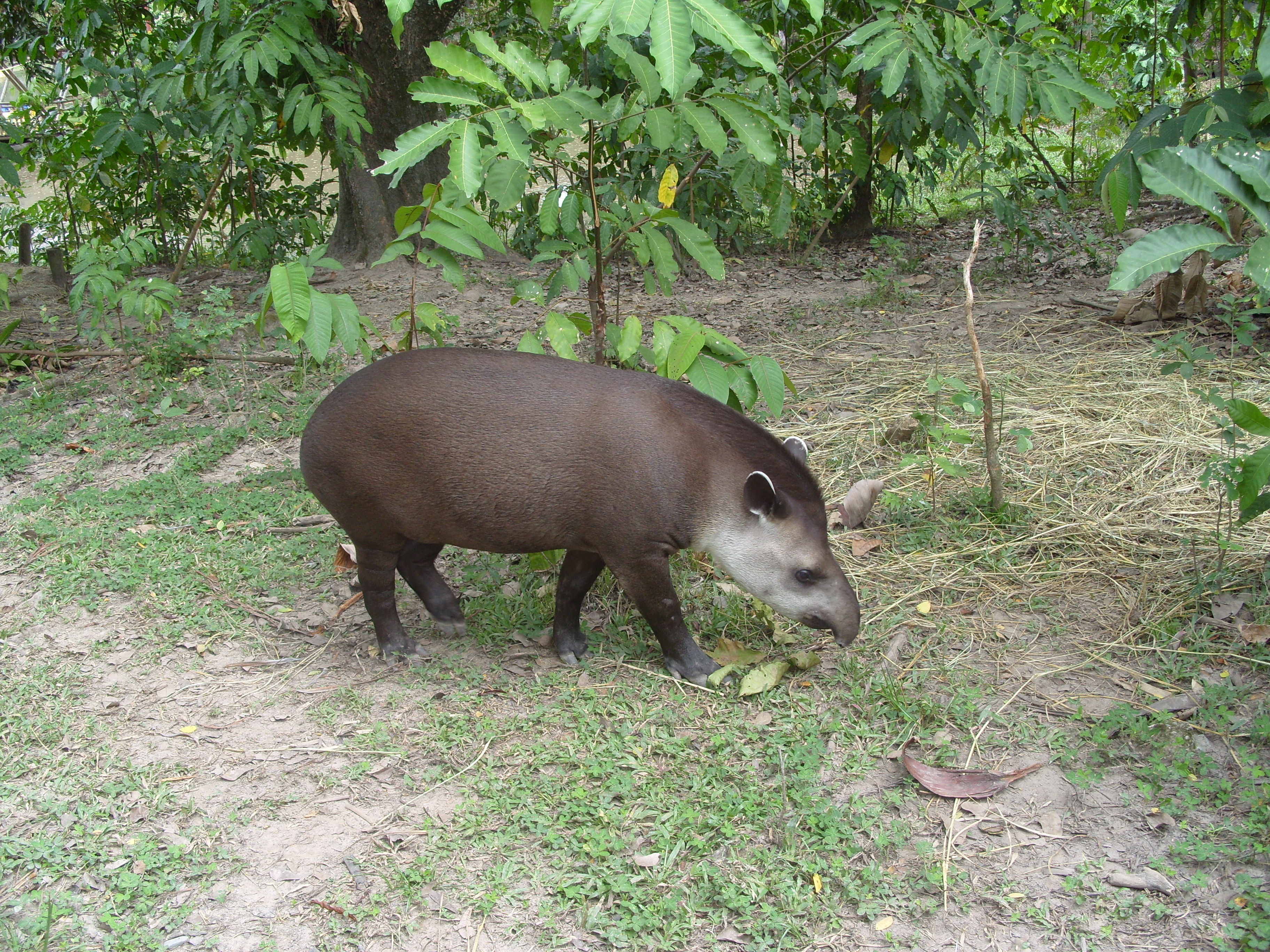
Tapir de Baird.
Jaguar.
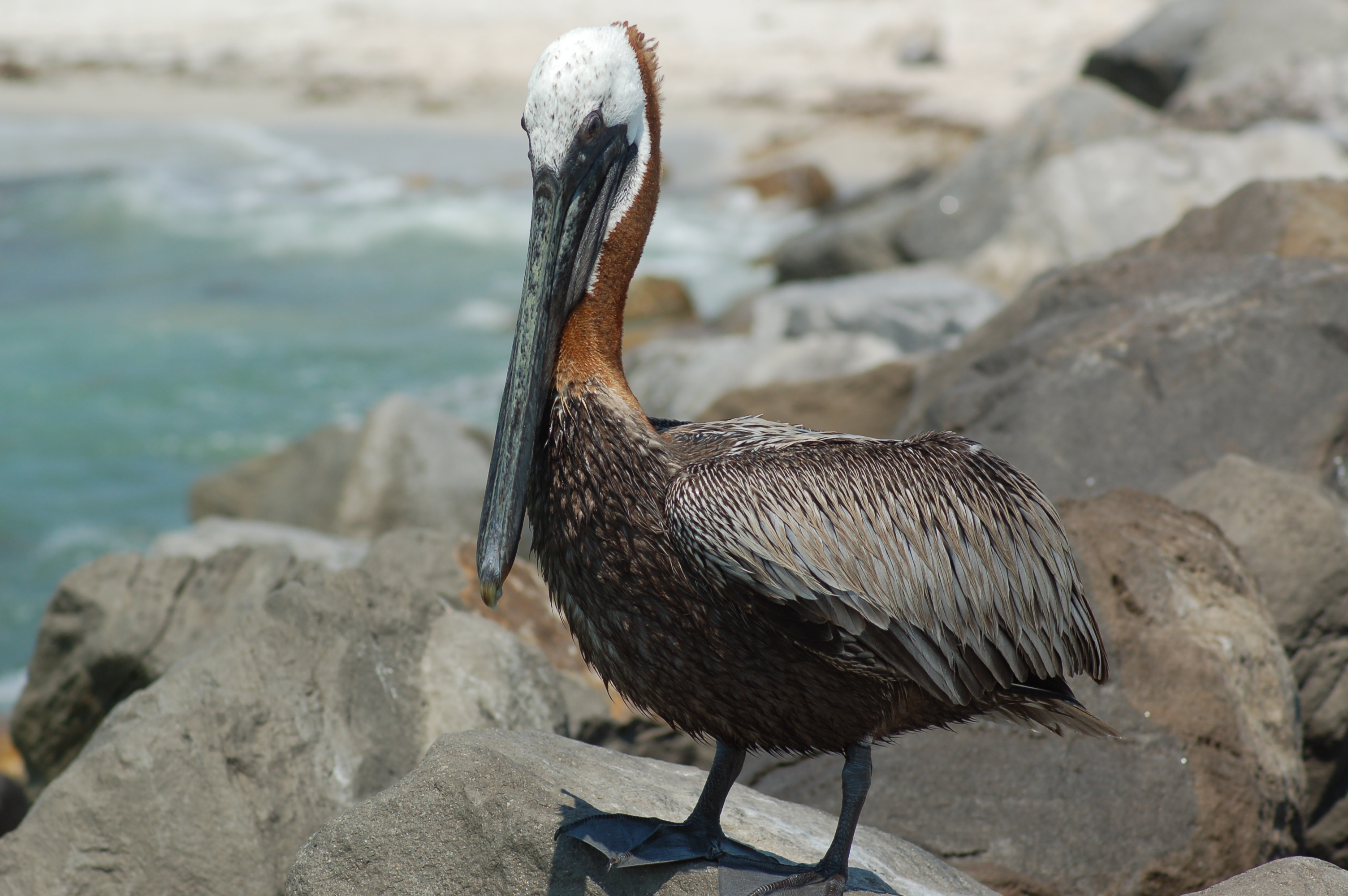
Pélican.
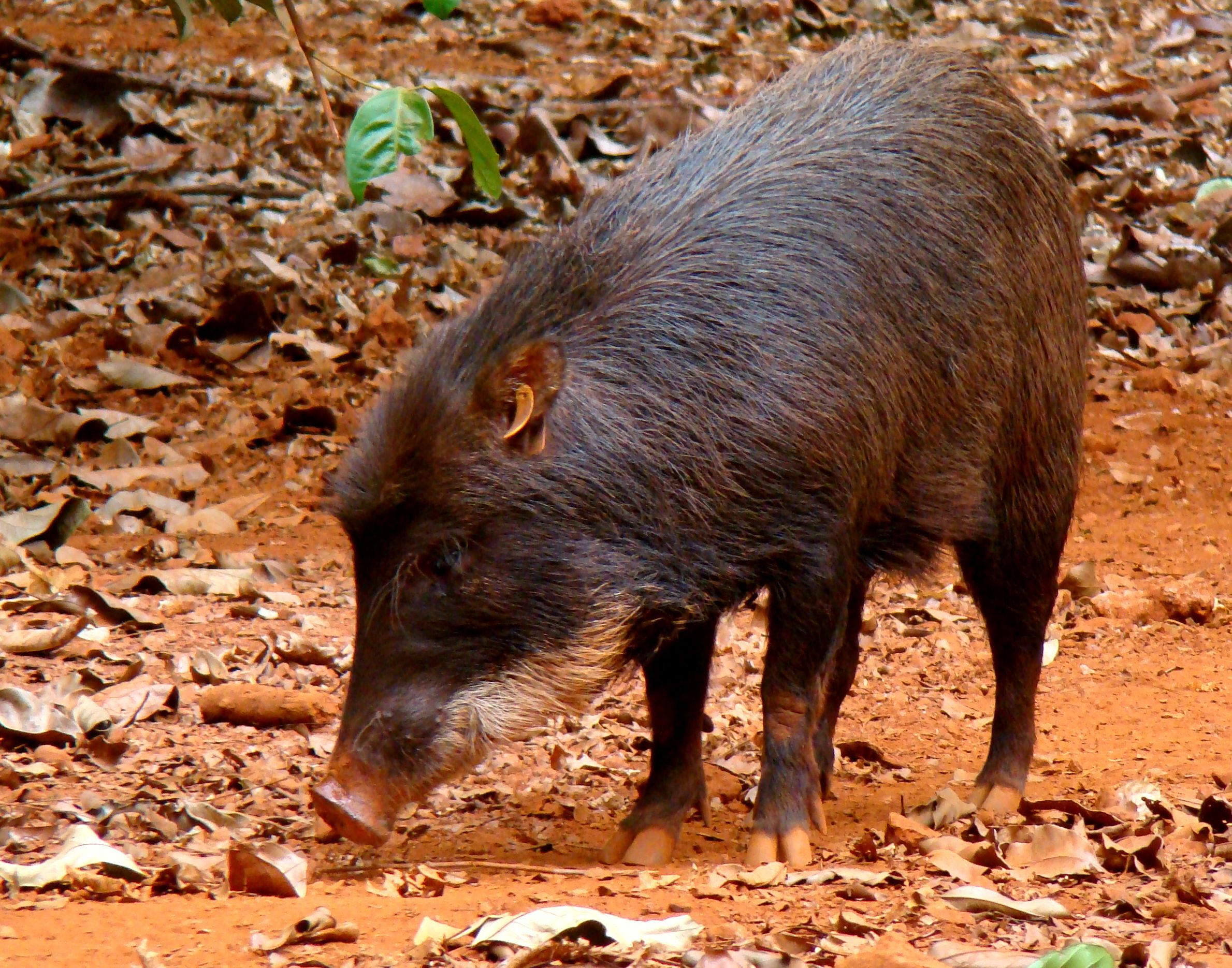
Pécari à lèvres blanches.
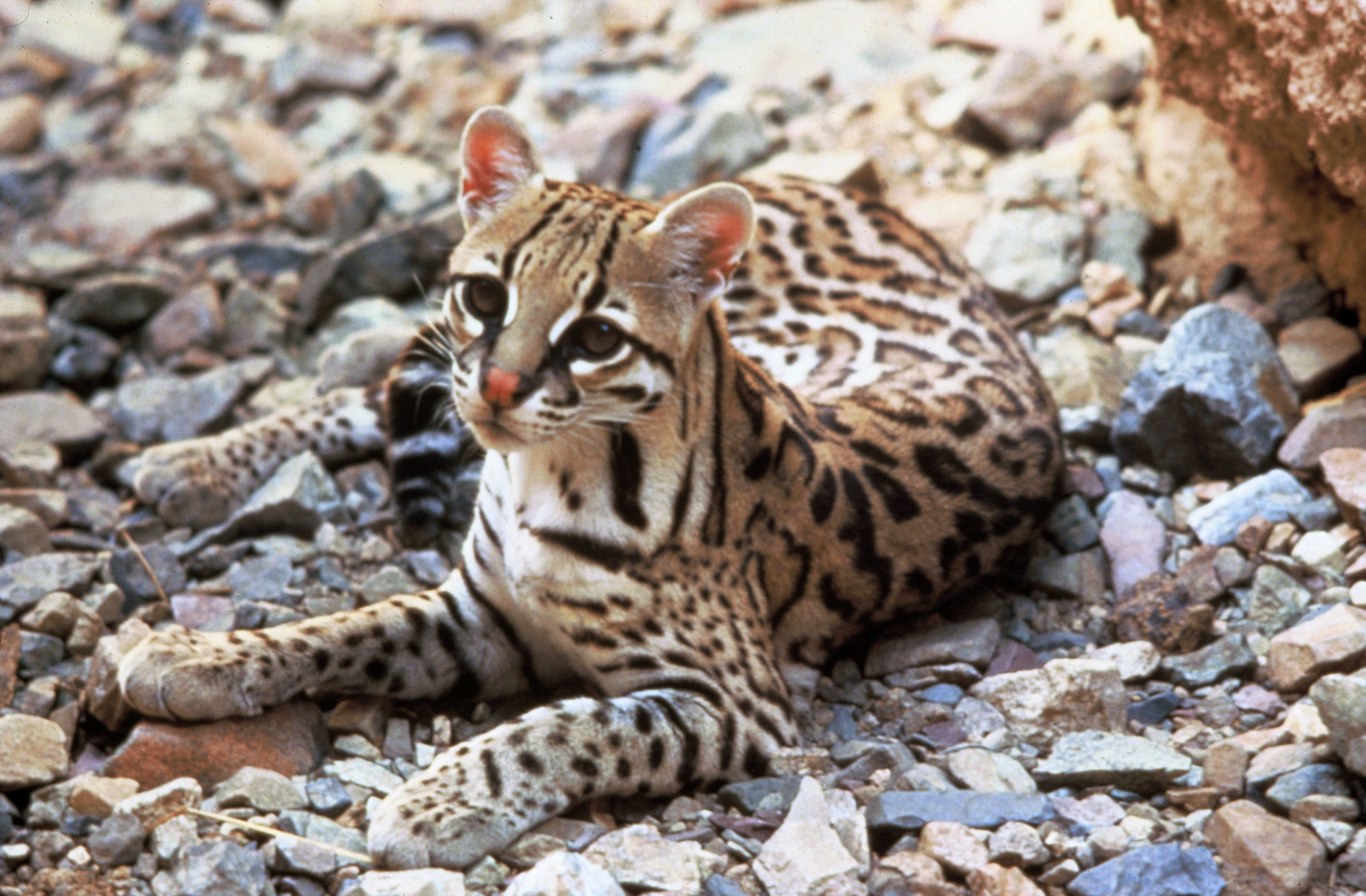
Ocelot.
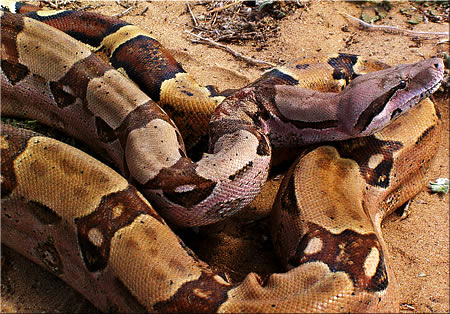
Boa constricteur.
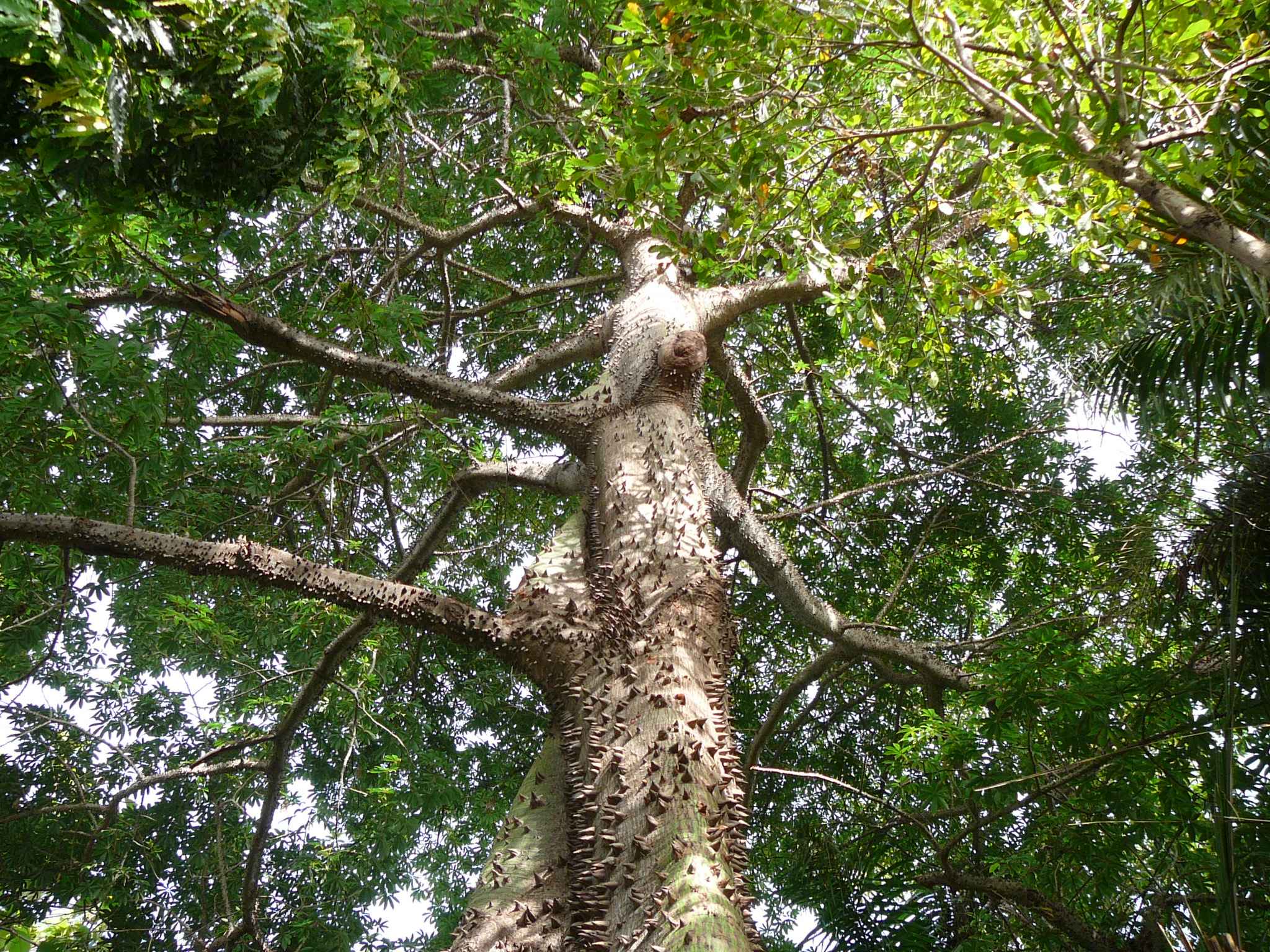
Ceiba pentandra.
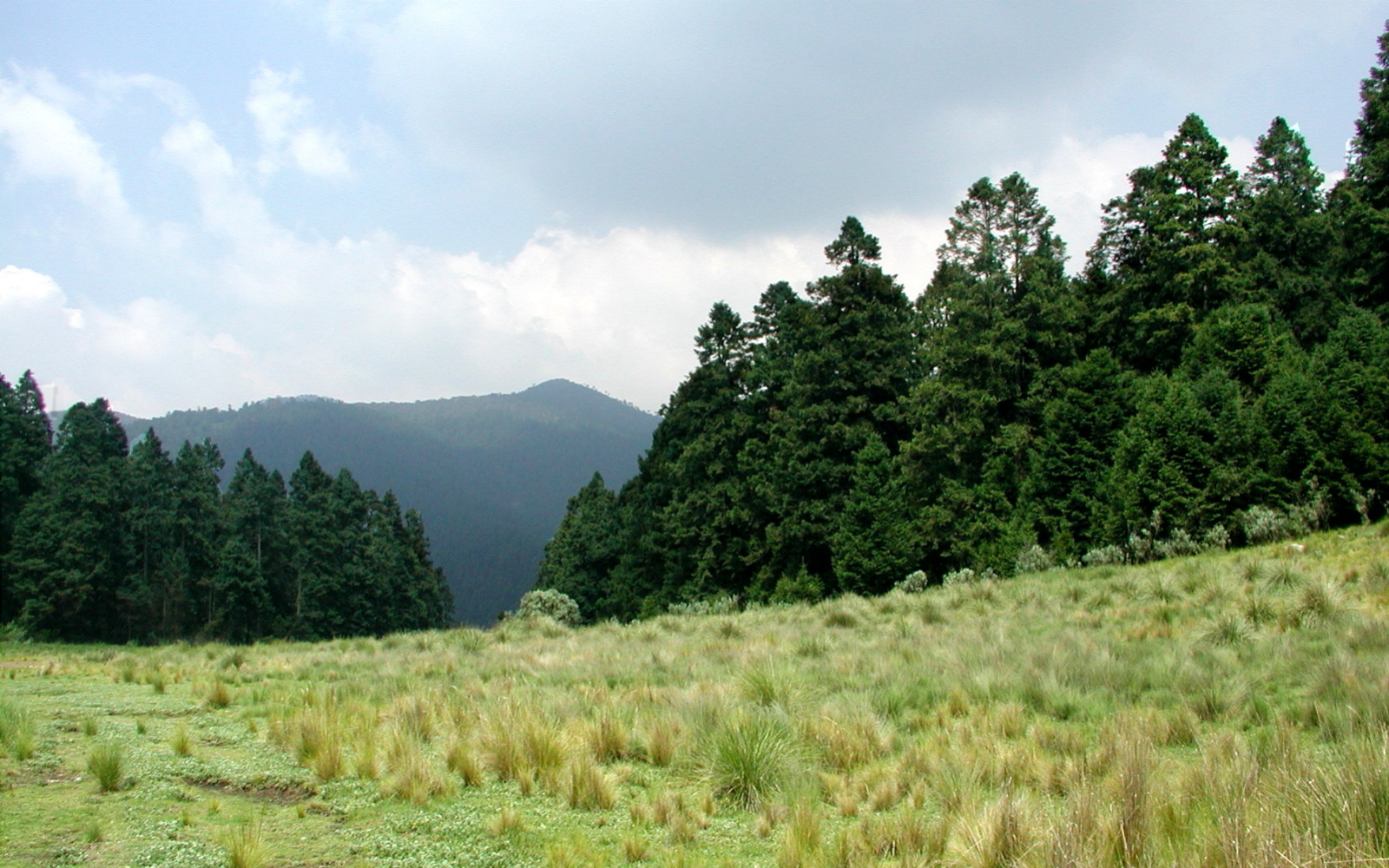
Abies religiosa.
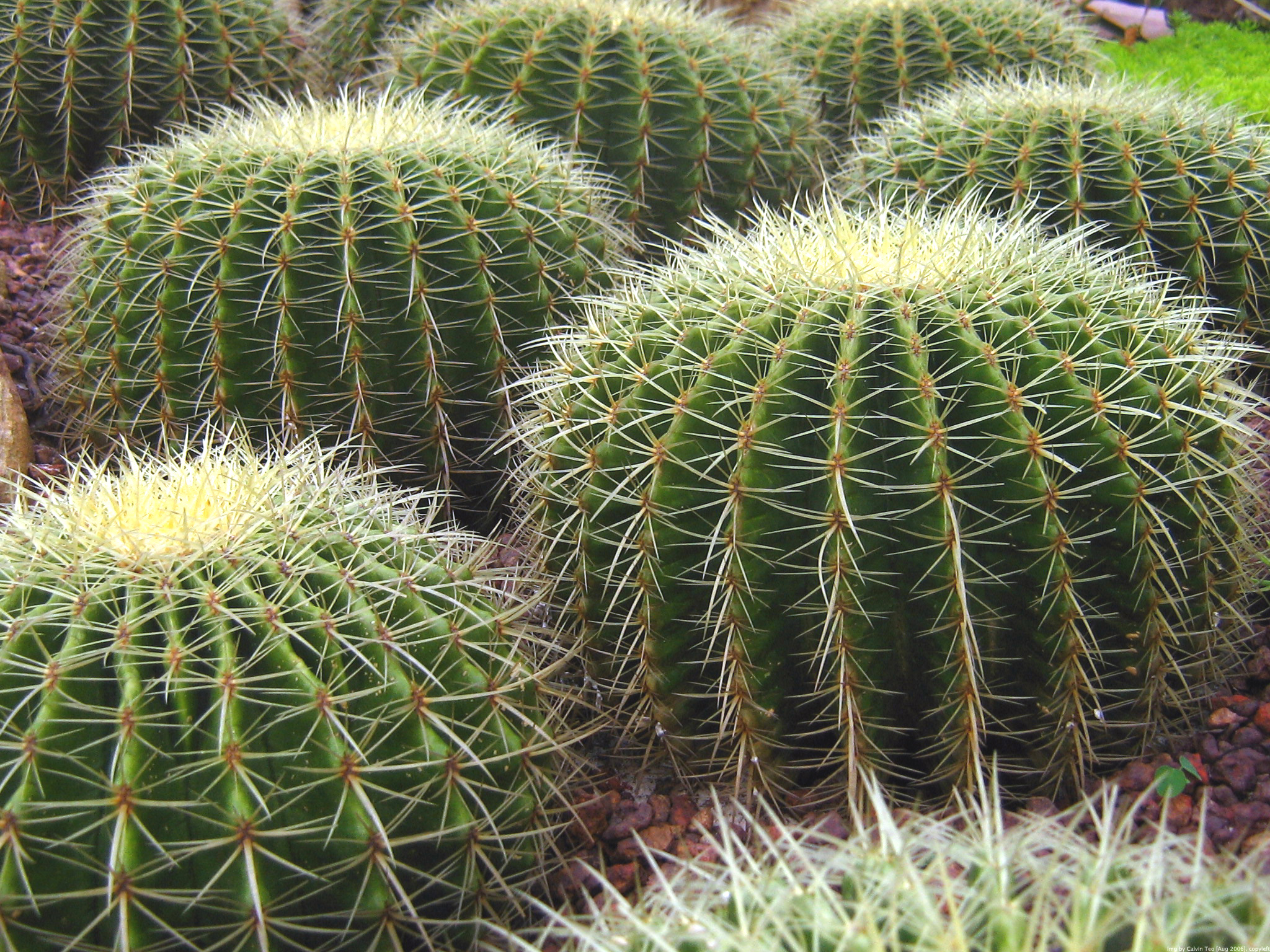
Echinocactus grusonii.
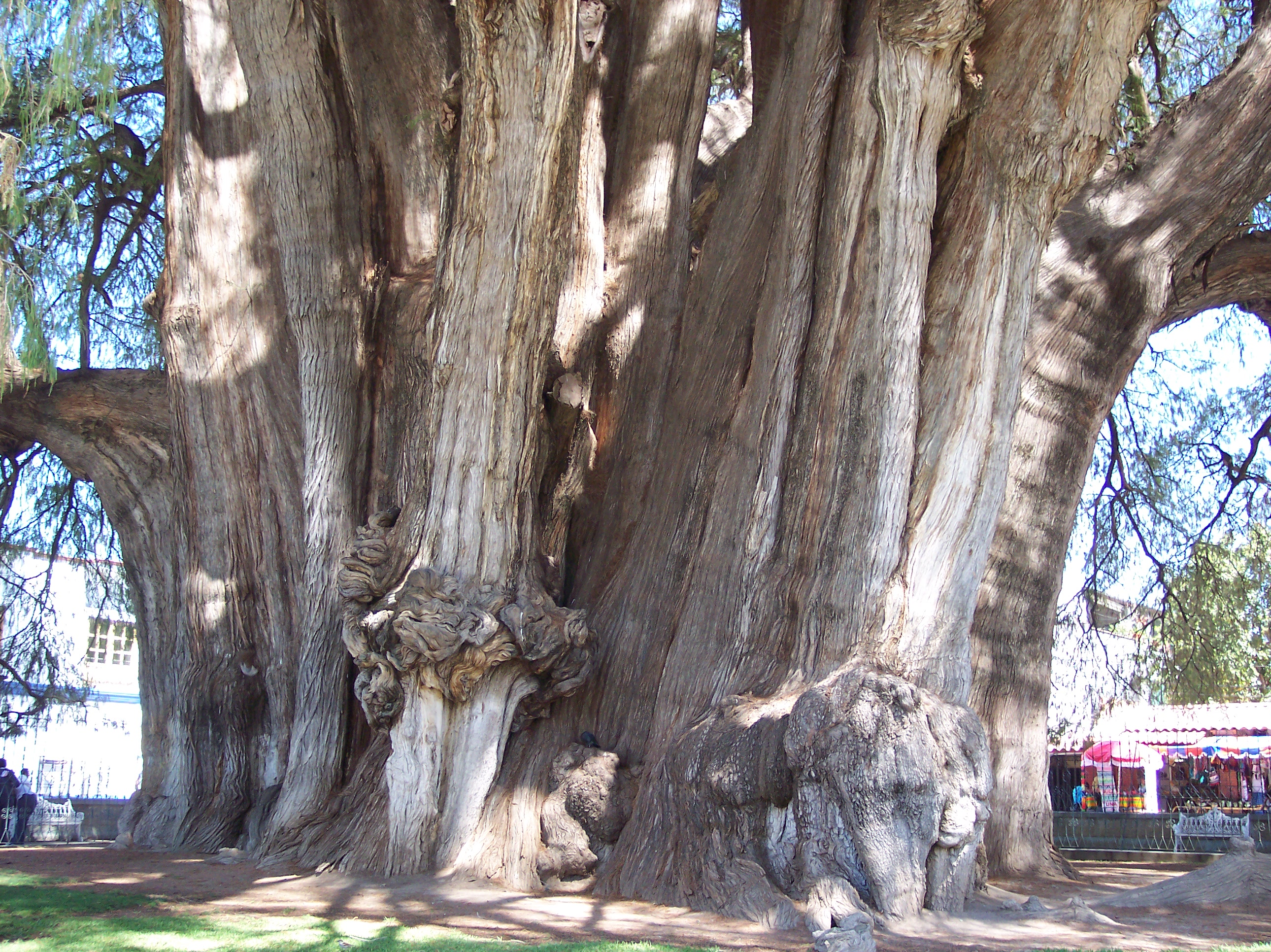
Taxodium mucronatum.
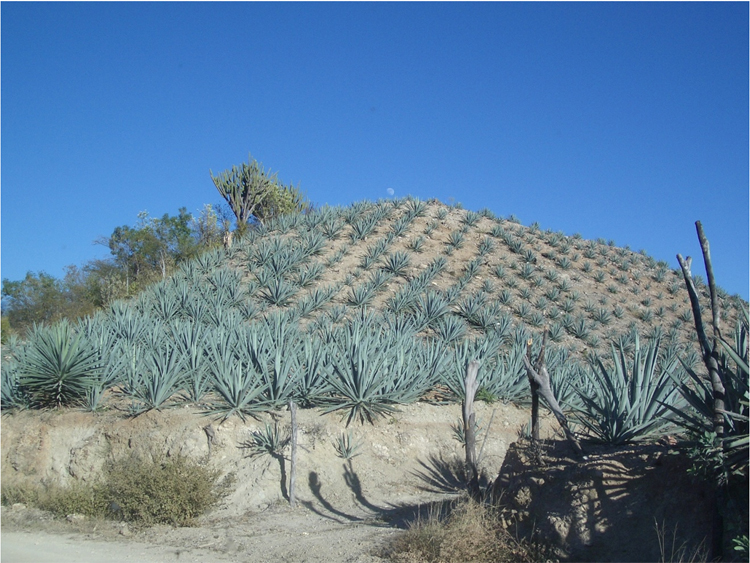
Agave potatorium.

Diverses espèces animales sont originaires de l'État ou y ont été décrites. Certaines d'entre elles ont reçu l'épithète spécifique oaxaca ou oaxacae.